# Gniazdo os (film)
Gniazdo os (tytuł oryg. Animal Factory) – amerykański dramat filmowy z 2000 roku, wyreżyserowany przez Steve’a Buscemiego, oparty na podstawie powieści o tym samym tytule autorstwa Edwarda Bunkera. Premiera filmu nastąpiła pod koniec stycznia 2000 w trakcie Sundance Film Festival.

## Obsada
- Willem Dafoe – Earl Copen
- Edward Furlong – Ron Decker
- Danny Trejo – Vito
- Mark Boone Junior – Paul Adams
- Seymour Cassel – porucznik Seeman
- Mickey Rourke – Jan
- Tom Arnold – Buck Rowan
- Edward Bunker – Buzzard
- John Heard – James Decker
- Steve Buscemi – A.R. Hosspack
- Antony Hegarty – wokalista w więzieniu

## Nagrody i wyróżnienia
- 2000, Stockholm Film Festival:
  - nominacja do nagrody Bronze Horse (nagrodzony: Steve Buscemi)